# Lamalama
Le lamalama ou mbarrumbathama est une langue aborigène d’Australie du groupe de langues pama-nyungan.